# Cinnyris reichenowi
El suimanga de Preuss (Cinnyris reichenowi) es una especie de ave paseriforme de la familia Nectariniidae. Se encuentra en Burundi, Camerún, República Centroafricana, República Democrática del Congo, Guinea Ecuatorial, Kenia, Nigeria, Ruanda, Sudán, y Uganda. Anteriormente se clasificaba en el género Nectarinia).

## Descripción
Son aves paseriformes muy pequeñas que se alimentan abundantemente de néctar, aunque también atrapan insectos, especialmente cuando alimentan sus crías. El vuelo con sus alas cortas es rápido y directo.

## Subespecies
Comprende las siguientes subespecies:
- Cinnyris reichenowi kikuyensis
- Cinnyris reichenowi preussi